# Hyundai i20
Hyundai i20 (Хьонде ай20) — автомобіль малого класу випускається Hyundai Motor Company. Машина була представлена на Паризькому автосалоні у 2008 році і прийшла на заміну Hyundai Getz.

## Перше покоління (PB; 2008-2014)

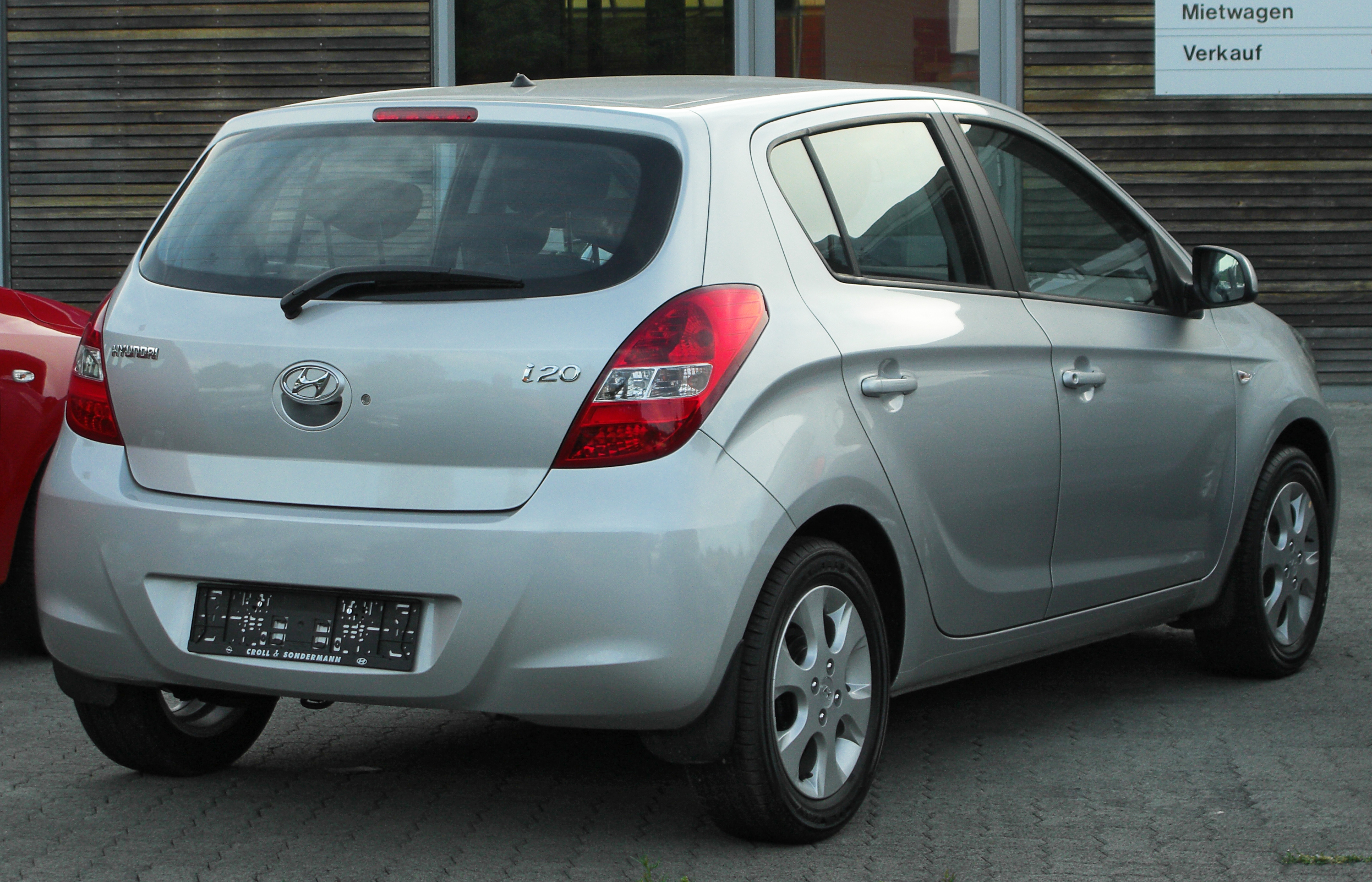
Hyundai i20 5дв. (2008-2012)

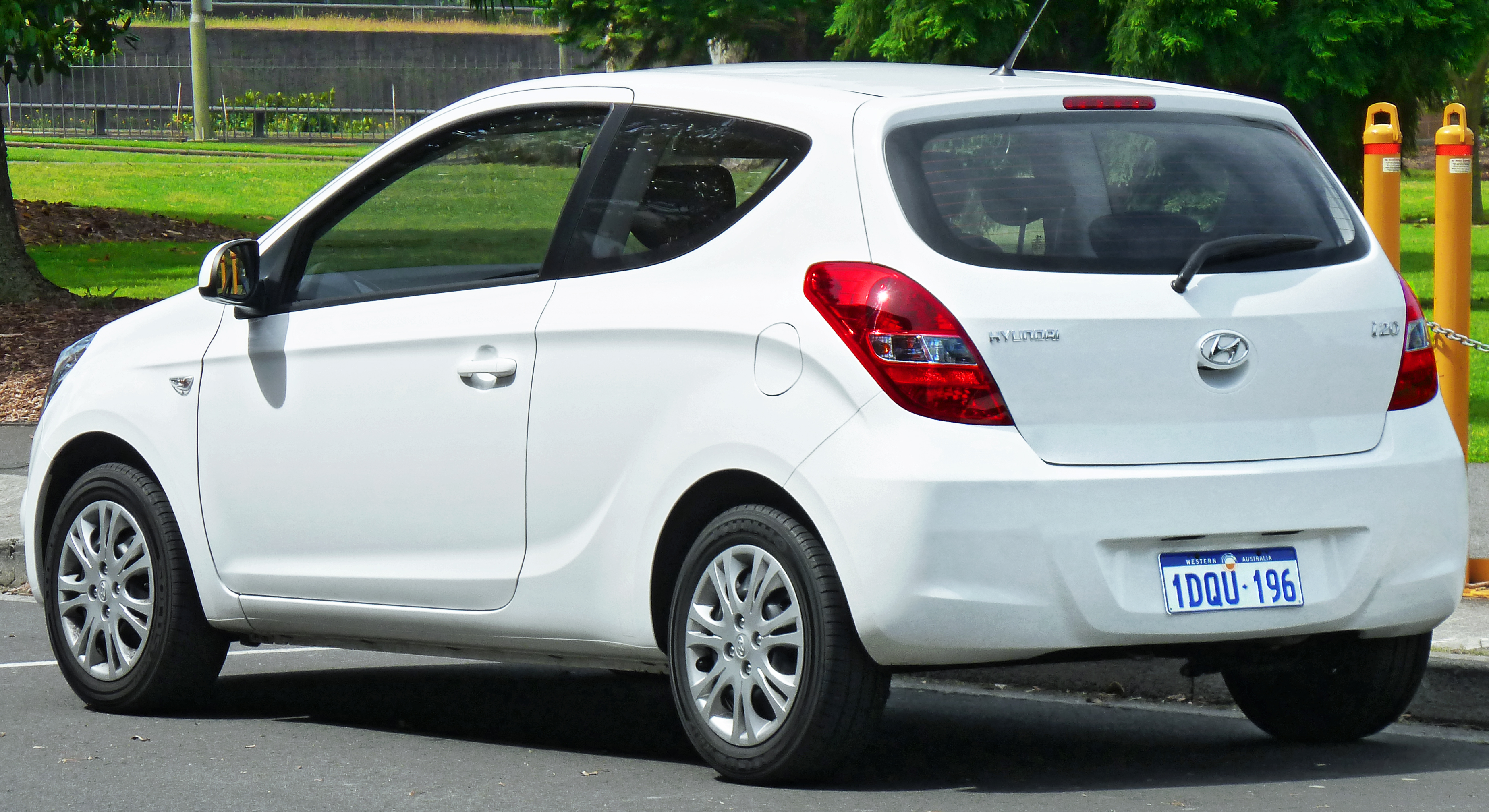
Hyundai i20 3дв. (2009-2012)

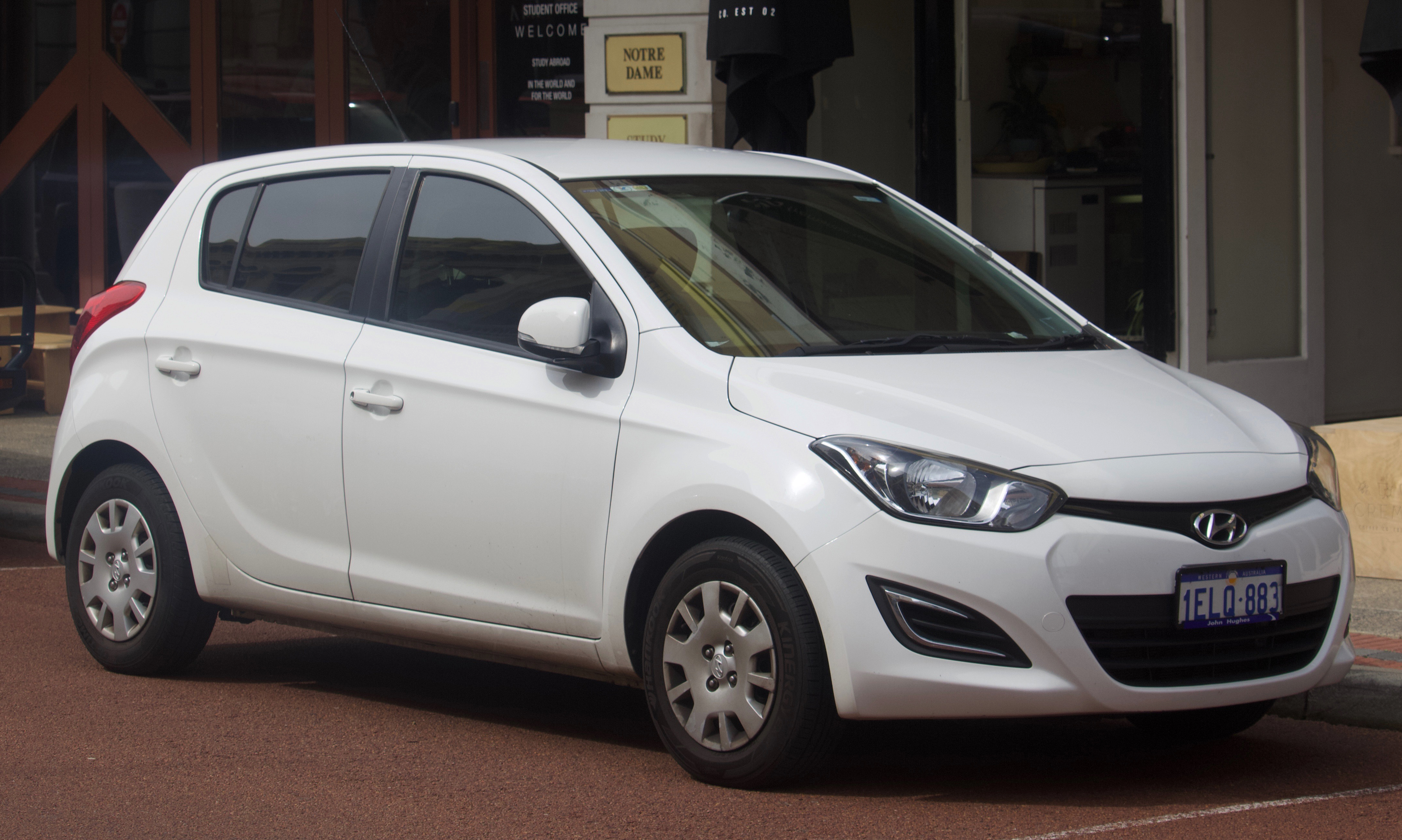
Hyundai i20 5дв. (з 2012)

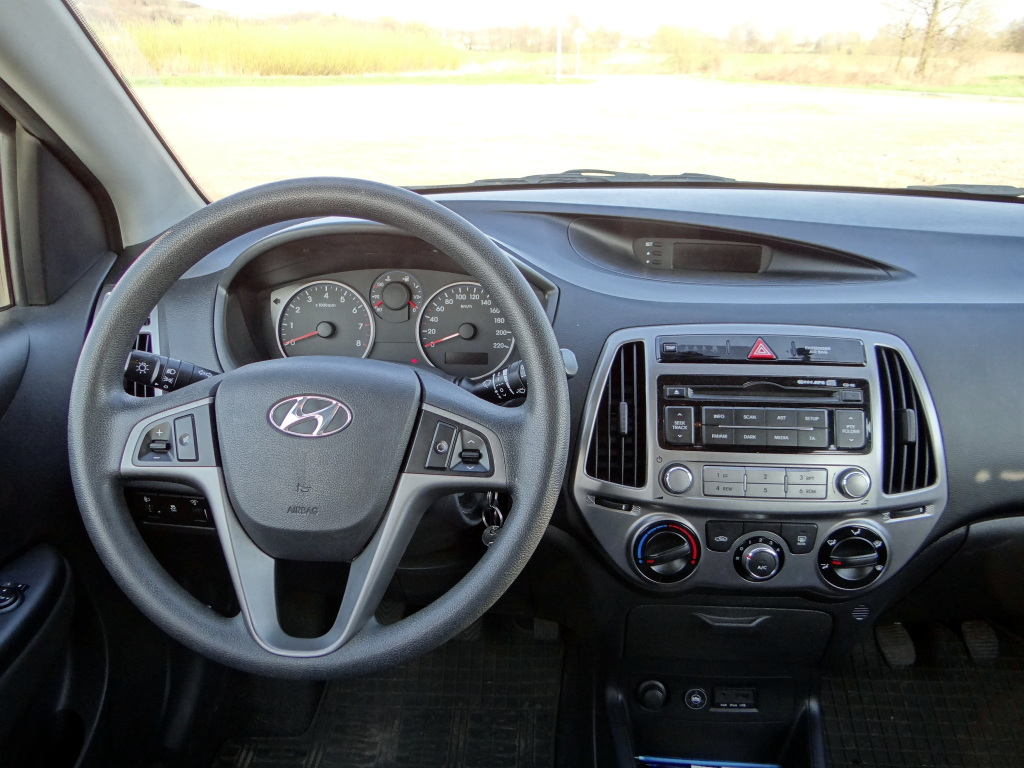

Hyundai i20 створений на новій платформі, спроектованій в європейському технічному центрі компанії Hyundai в Руссельсхаймі (Німеччина). Автомобіль випускається з трьох-і п'ятидверним кузовом типу хетчбек. Він став довшим, ширшим і нижчим, ніж його попередник Getz, колісна база виросла на 70 мм - до 2525 мм, а об'єм багажника - з 254 до 295 літрів.
У стартовій лінійці двигунів для i20 є три бензинові мотори (1,2 л - 78 к.с.; 1,4 л - 100 к.с.; 1,6 л - 126 к.с., причому всі, крім базового, можуть бути замовлені з п'ятиступеневою механічною КПП і чотирьохдіапазонним автоматом) і чотири дизельних, нового сімейства U2 зі збільшеним з 1350 до 1600 бар тиском у паливній рампі і турбокомпресором зі змінною геометрією (1,4 л - 75 к.с. і 90 к.с.; 1,6 л - 115 і 128 к.с. (з 6-ти ступеневою МКПП)).

### Рестайлінг 2010
На початку липня 2010 року Hyundai оголосив про оновлення моделі i20. Рестайлінгові автомобілі (їх модельний рік заявляється як 2011) відрізняються зміненою зовнішністю - присутній спойлер під переднім бампером, системою зв'язку з мобільним телефоном водія (для всіх комплектацій крім базової) і більш екологічно чистими двигунами. Бензиновий 1,2-літровий мотор в оновленій Hyundai i20 викидає в атмосферу 119 г/км двоокису вуглецю, 1,4-літровий - 129 г/км. Дизельні двигуни також стали екологічнішими шляхом оновлення 6-ступінчастої механічної КПП. Крім того, всі рестайлінгові i20 з механічними трансмісіями отримали індикатор оптимального перемикання Eco Drive на приладній панелі.

### Рестайлінг 2012
У липні 2012 року, i20 був переглянутий в першу чергу візуально. В передній частині i20 змінено фари в тому числі і змінено розташування покажчика повороту, бампер, решітку радіатора, в той час як задня частина практично залишилася без змін. Для дизельних двигунів, був введений 1,1 CRDi з 75 к.с. (55 кВт), замість 1,4 CRDi. Бензинові двигуни об'ємом 1,2 літра були переглянуті й розвивають 86 к.с. (63 кВт).

### Двигуни
- 1.2 L Kappa I4
- 1.25 L Kappa I4
- 1.4 L Gamma I4
- 1.6 L Gamma I4
- 1.1 L U-Line CRDi I3 (diesel)
- 1.4 L U-Line CRDi I4 (diesel)
- 1.6 L U-Line CRDi I4 (diesel)

### Кольорова гамма
|  |  |  |  |  |  |  |  |  |  |

## Друге покоління (GB/IB; 2014-2020)

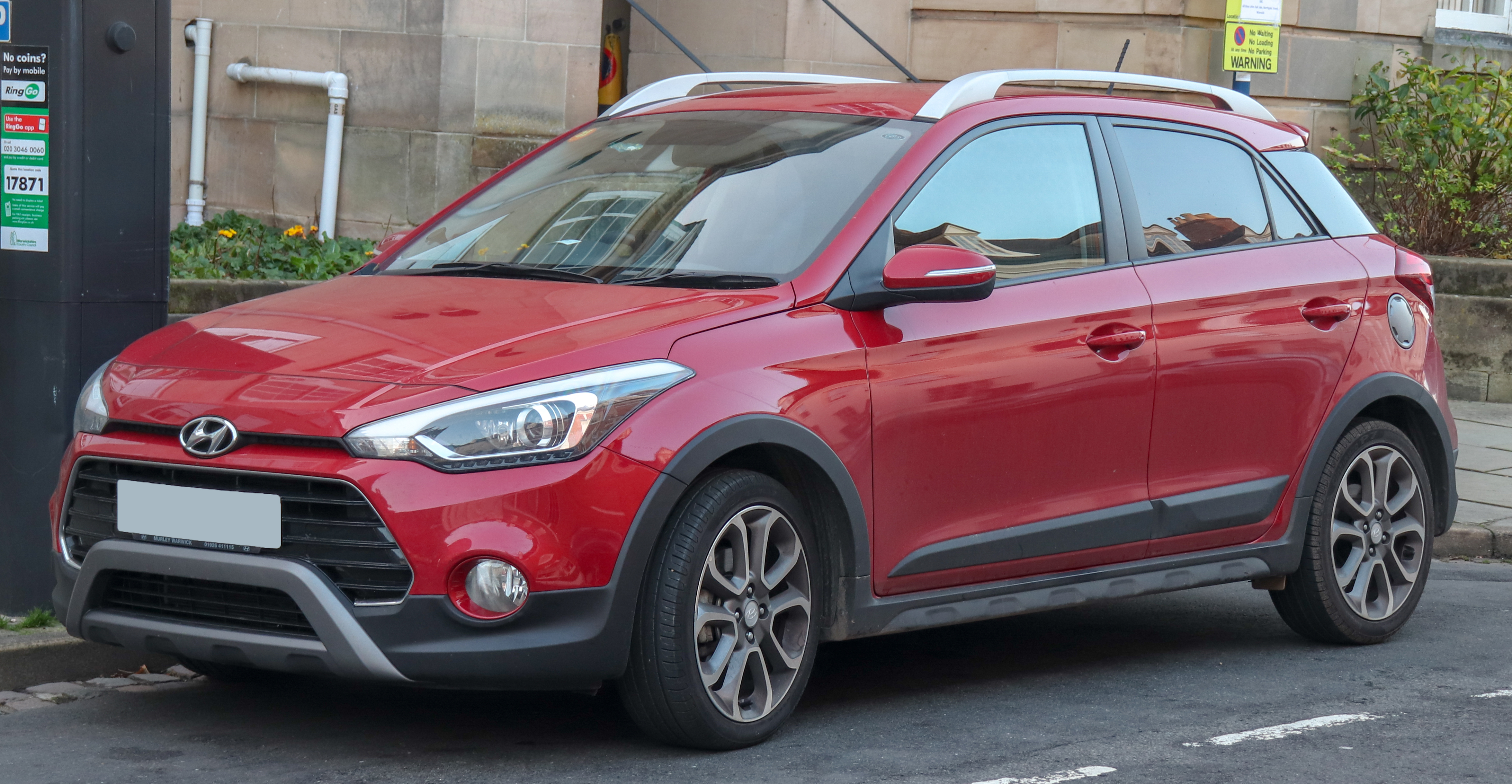
Hyundai i20 Active

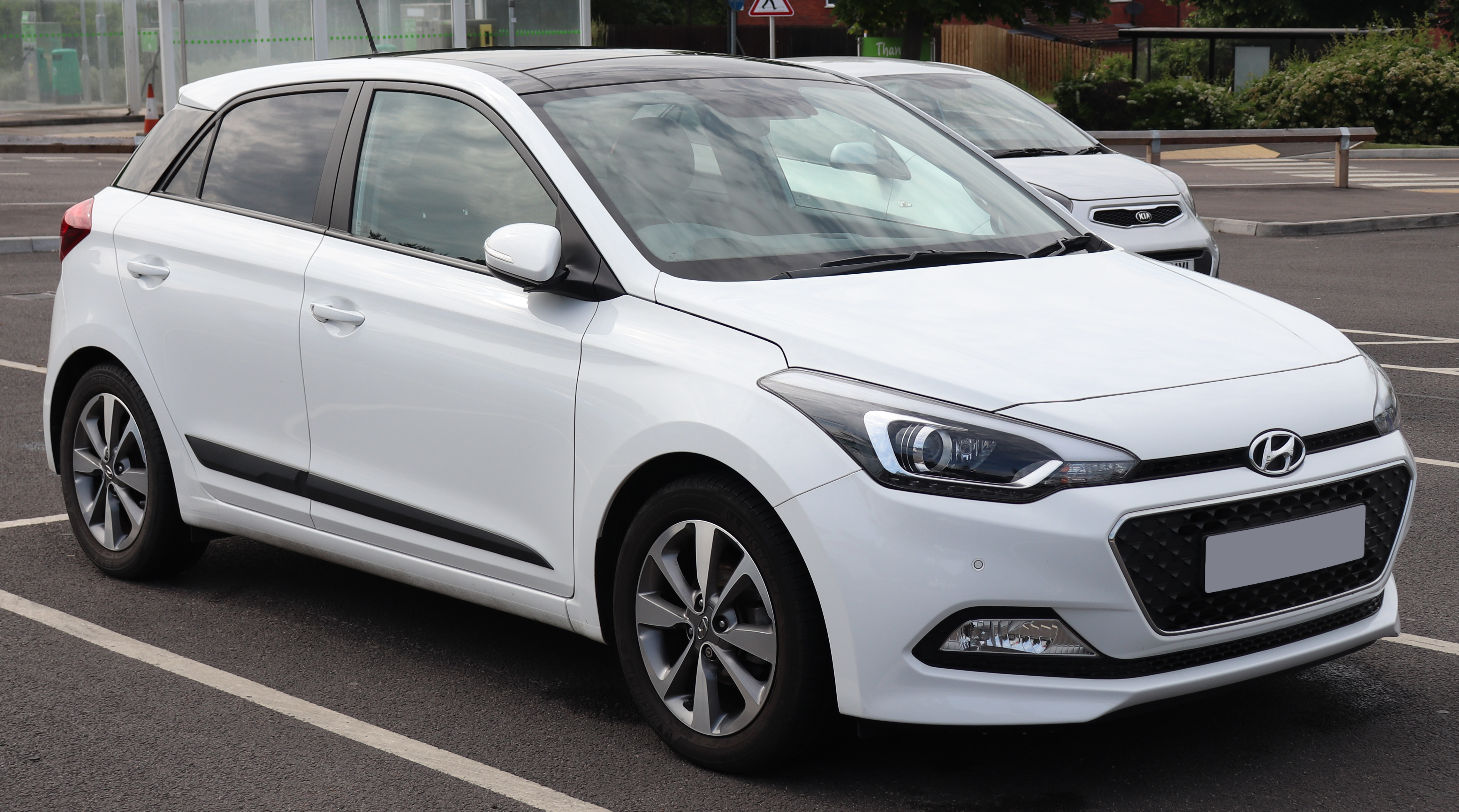
Hyundai i20 II

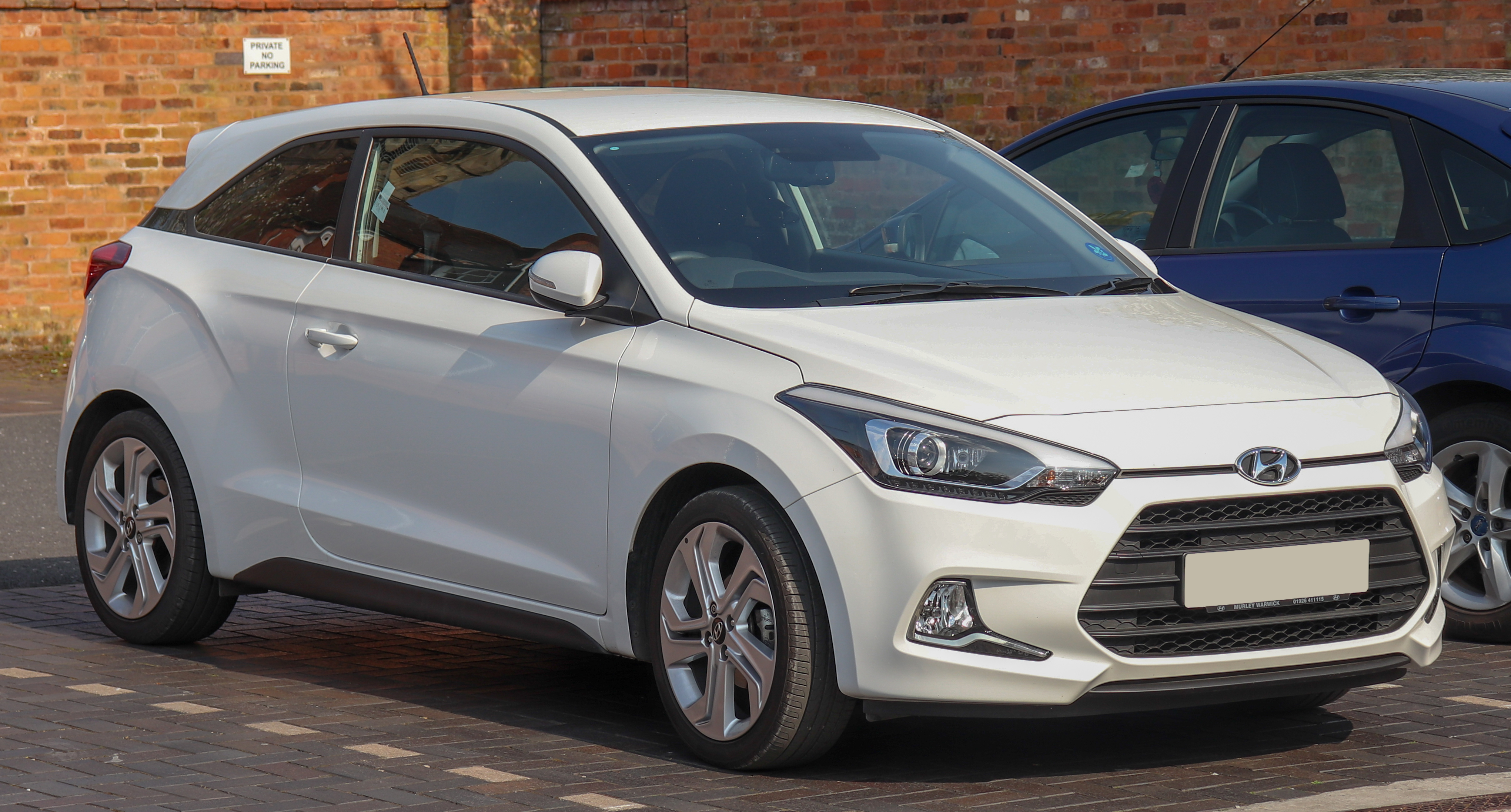
Hyundai i20 Coupe

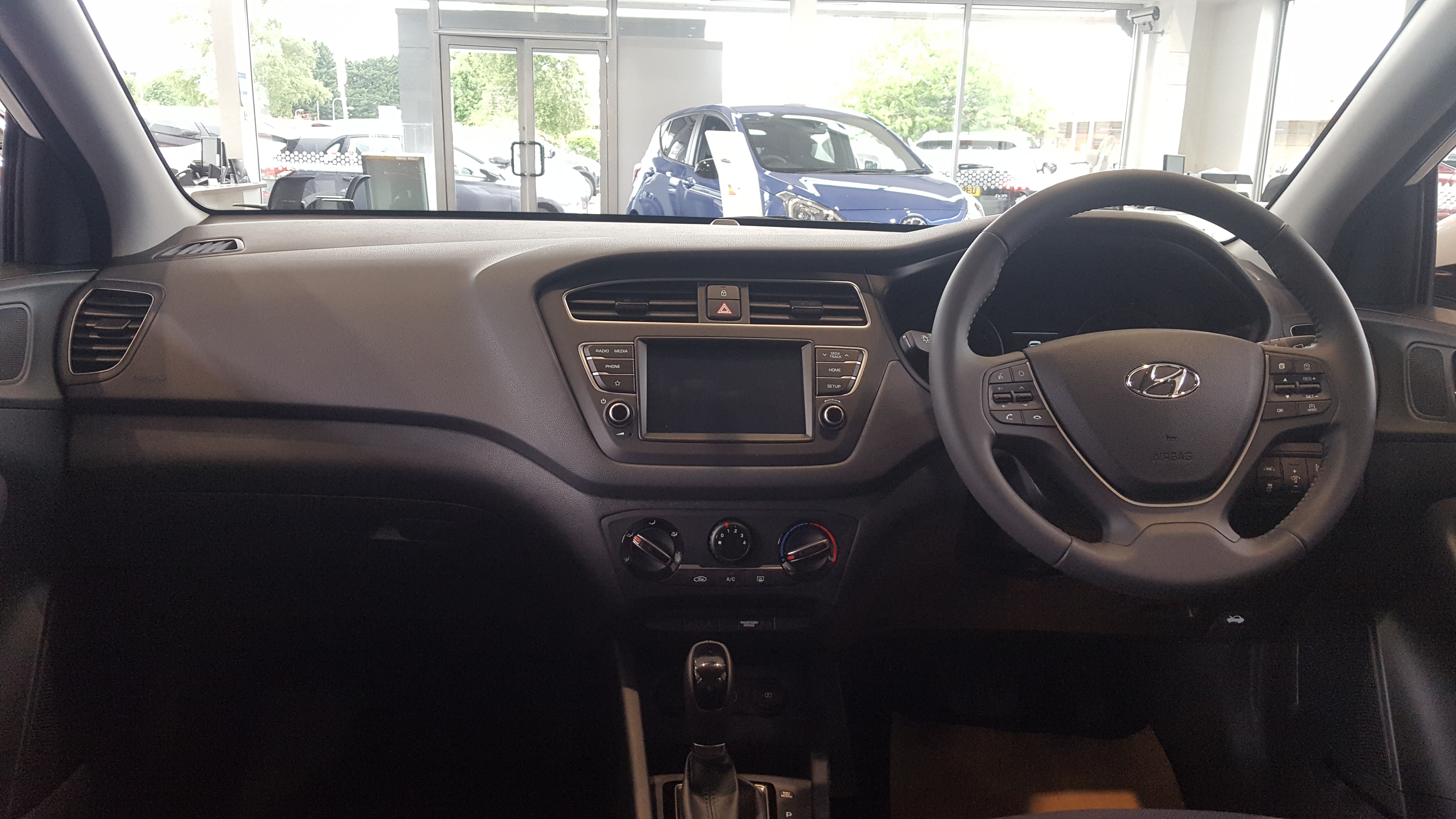

На Паризькому автосалоні восени 2014 року було представлене друге покоління. Автомобіль комплектується бензиновими і дизельними двигунами потужністю від 75 до 101 к.с. Довжина автомобіля складає 4,03 м, ширина - 1,89 м, колісна база - 2,57 м, об'єм багажника - 320 л.
Друге покоління встановило нові стандарти якості та ергономічності для суперміні корейського виробника. Для нинішнього i20 була використана абсолютно нова платформа, яка зустрічається у сучасному Kia Rio. Це дало змогу потішити людей більш просторим салоном. Бонусом сучасних моделей стала приваблива зовнішність зі сміливішими переходами та стрімкими лінями капоту.   
Хетчбек представлений у стандартних S, SE, Premium та Premium SE комплектаціях. Окремо пропонуються i20 Turbo Edition та i20 Go Edition. Усі моделі мають п’ять дверей. Тридверні версії називаються i20 Coupe і представлені лише у двох комплектаціях: SE та Sport. На додачу Hyundai розробила i20 Active, яка нагадує кросовер. На жаль, вона не пропонує позашляхових можливостей. Незалежно від моделі, яку Ви оберете, опцій представлено не багато. Для того, щоб отримати додаткові елементи, варто перейти до іншої комплектації. Модель середнього рівня SE отримала: кондиціонер повітря, Bluetooth, багатофункціональне кермове колесо, систему слідкування за дорожньою розміткою та круїз-контроль. Версія Turbo Edition, створена на основі SE, додасть: 16-дюймові литі диски, супутникову навігацію з TomTom оновленнями, камеру заднього виду та автоматичні головні фари. Моделі Premium та Premium SE отримали такі вишукані елементи, як: підігрів сидінь, світлодіодні вогні, клімат-контроль та сенсори паркування. Топова Premium SE постачається з функцією підігріву сидінь, бічних дзеркал і кермового колеса, 16-дюймовими дисками, системою слідкування за розміткою, сенсорами паркування, люком даху та тонованим склом.

### Двигуни
- 1.0 L Kappa II T-GDI t/c I3
- 1.2 L Kappa II I4
- 1.4 L Kappa II I4
- 1.1 L U CRDi I3 (diesel)
- 1.4 L U CRDi I4 (diesel)

## Третє покоління (BC3/BI3; з 2020)

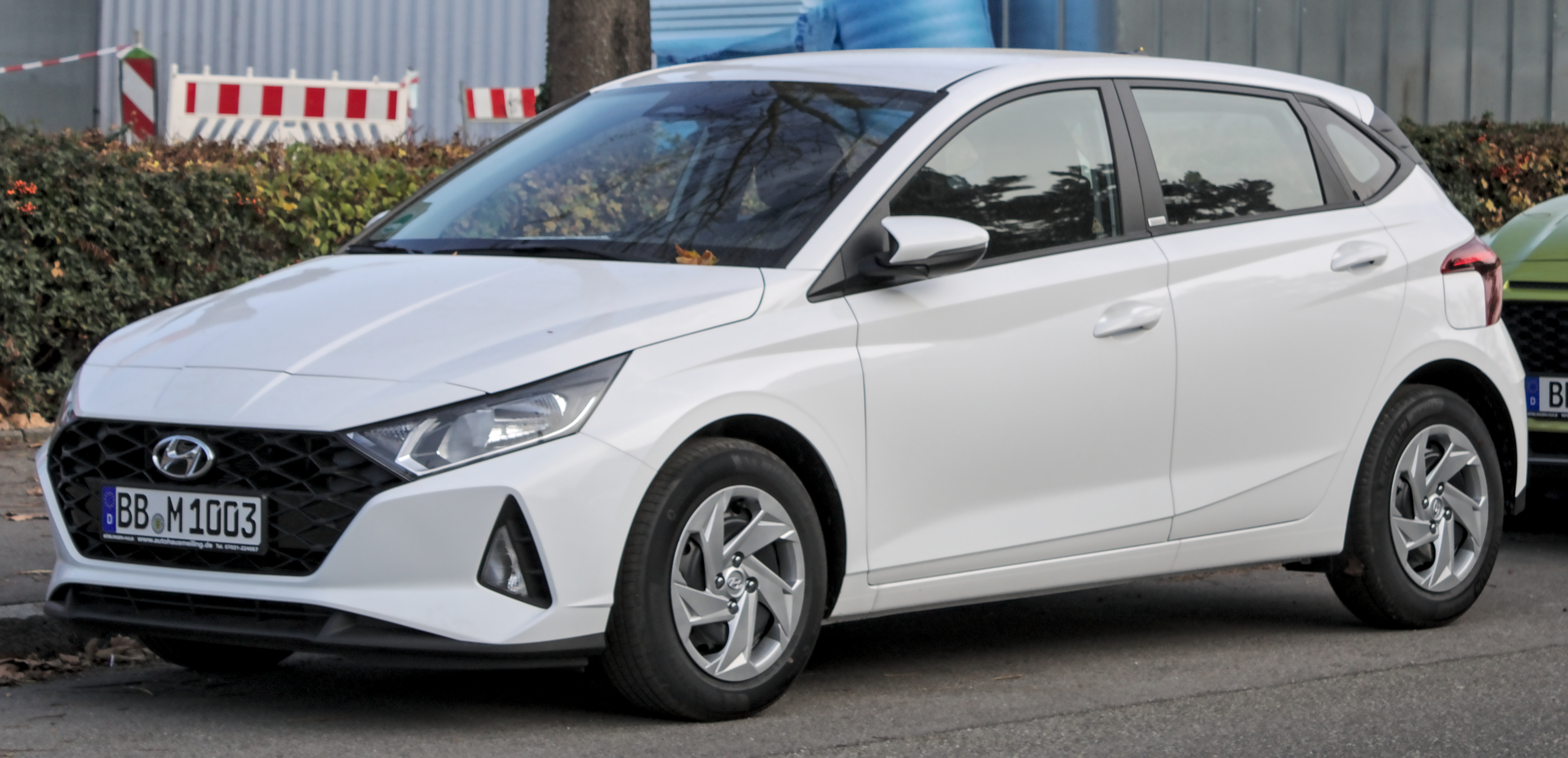
Hyundai i20 (BC3)

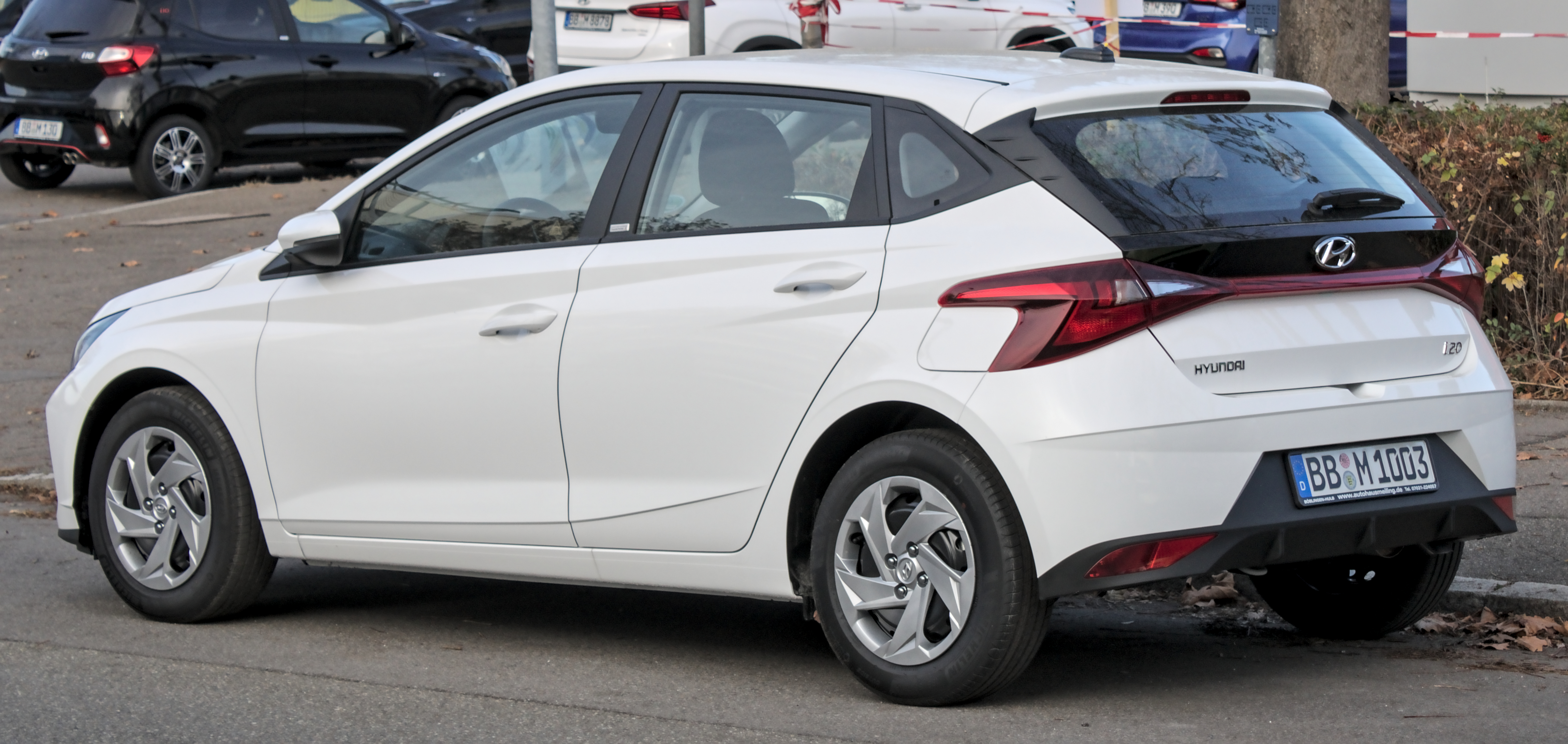
Hyundai i20 (BC3)

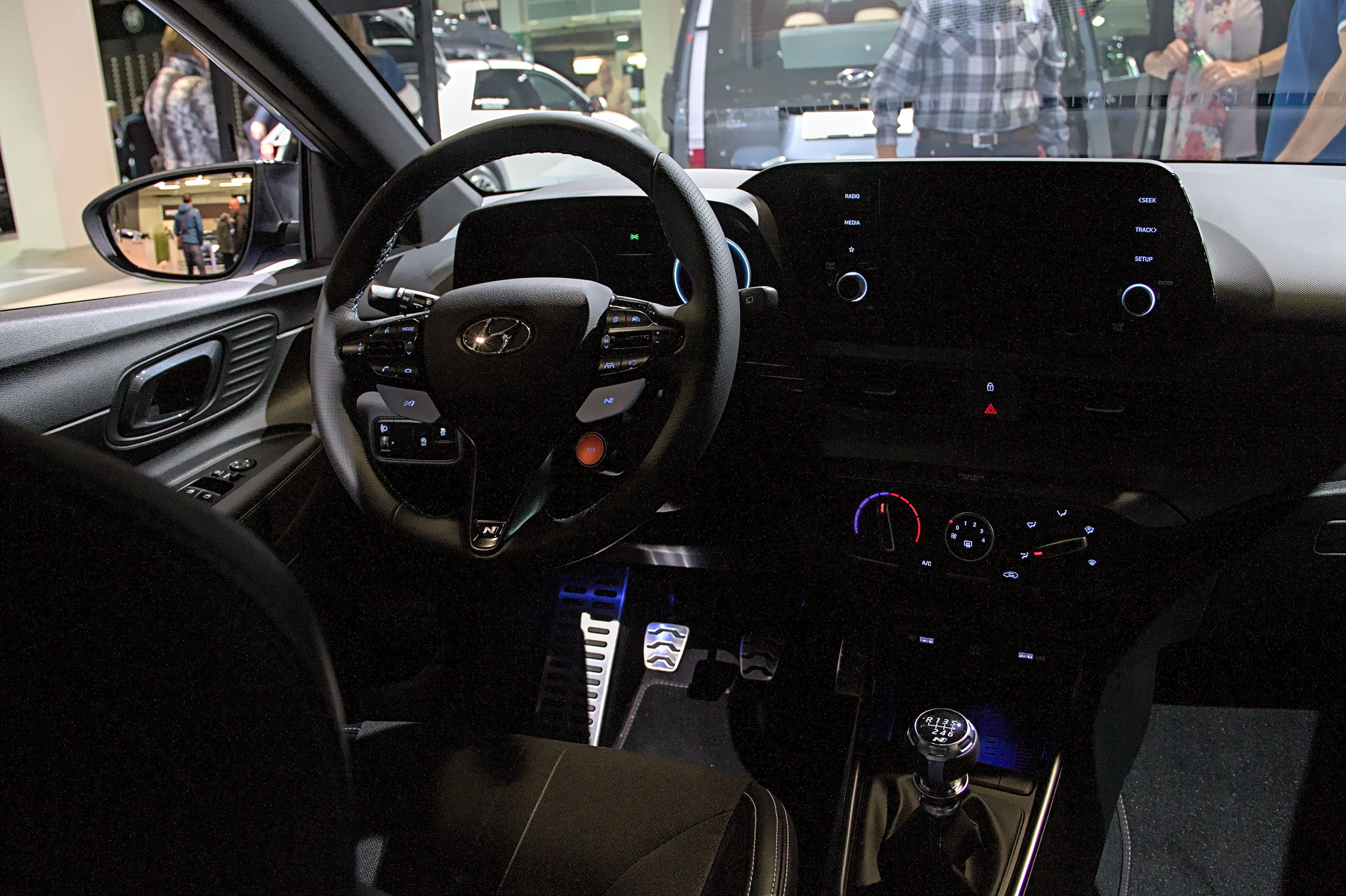

I20 третього покоління був представлений онлайн для європейського ринку 19 лютого 2020 року. Він мав дебютувати на 90-му Женевському автосалоні в березні 2020 року, але показ і запуск були скасовані через пандемію COVID-19.
Третє покоління i20 є більшим і нижчим за попереднє покоління, його дизайн тепер використовує останню філософію дизайну Hyundai «Чуттєва спортивність» із переробленим дизайном екстер’єру та інтер’єру.
Автомобіль збудовано на платформі Hyundai-Kia K2.

### Двигуни
- 1.0 L Kappa II T-GDI t/c I3
- 1.2 L Kappa II I4
- 1.6 L Gamma T-GDI I4
- 1.5 L U CRDi I4 (diesel)

## Продаж
| рік  | Європа  | Індія   |
| ---- | ------- | ------- |
| 2008 | 785     |         |
| 2009 | 58,416  | 31,122  |
| 2010 | 68,087  | 71,849  |
| 2011 | 80,917  | 80,571  |
| 2012 | 75,343  | 85,299  |
| 2013 | 82,139  | 71,788  |
| 2014 | 83,903  | 69,116  |
| 2015 | 91,758  | 130,085 |
| 2016 | 98,956  | 122,489 |
| 2017 | 100,571 | 134,103 |
| 2018 | 91,272  | 141,104 |
| 2019 | 84,218  | 123,201 |
| 2020 | 63,301  | 73,414  |
| 2021 |         | 72,292  |